# Fédération régionale de football du Sud-Ouest de l'Allemagne
La Fédération régionale de football du Sud-Ouest de l'Allemagne (FRVS, allemand : Fußball-Regional-Verband Südwest) est une fédération régionale de football membre de la DFB.
La FRVS couvre le territoire de la Rhénanie-Palatinat et de la Sarre.
Elle regroupe plus de 2.500 clubs pour un total de près de 587.000 affiliés.

## Histoire
La Fußball Regional Verband Südwest fut créée sous la forme d'une dissidence de la Süddeutscher Fußball-Verband (SFV), la grande fédération régional d'Allemagne du Sud.
Avant la Seconde Guerre mondiale, les clubs du Palatinat et de la Sarre étaient considérés comme Sud. De leur côté, les cercles rhénans de la région (Coblence, Trèves émargeaient à la région Ouest. Jusqu'à la création des Gauligen par le régime nazi, les cercles de la région de nos jours couverte par la FRVS devaient se qualifier pour la phase finale du championnat national soit parmi les équipes de la Süddeutscher Fußball-Verband (SFV), soit parmi les équipes de la Westdeutscher Spiel-Verband (WSV).
Après la seconde guerre mondiale, les clubs du Sud-Ouest avaient repris les compétitions en étant pour la plupart partagés entre le contrôle de la zone d'occupation française et de la zone d'occupation américaine. Une ligue «Sud-Ouest» avait été établie. La répartition ne respectait pas les frontières des Länder actuels mais celles des zones d'occupation.
De même, lors de la création des Oberligen en 1947, des désaccords étaient apparus entre les clubs de cette région et les responsables de la Fédération du Sud. Les litiges portaient sur la répartition, la structure et l'organisation des ligues.
À la fin de la saison 1949-1950, les équipes de la partie Nord du Bade-Wurtemberg rejoignirent leurs homologues de la partie méridionales au sein de la Süddeutscher Fußball-Verband (SFV).
Le 3 août 1950 fut créée la Fußball-Verband Rheinland-Pfalz (Fédération de football de Rhénanie-Palatinat). Le 11 juillet 1956, suite rattachement de la Sarre à la RFA, la fédération prend le nom de Fußball-Verband Rheinland-Pfalz-Saar (Fédération de football de Rhénanie-Palatinat et de Sarre), pour enfin prendre son nom actuel le 12 juillet 1958.

## Ligues

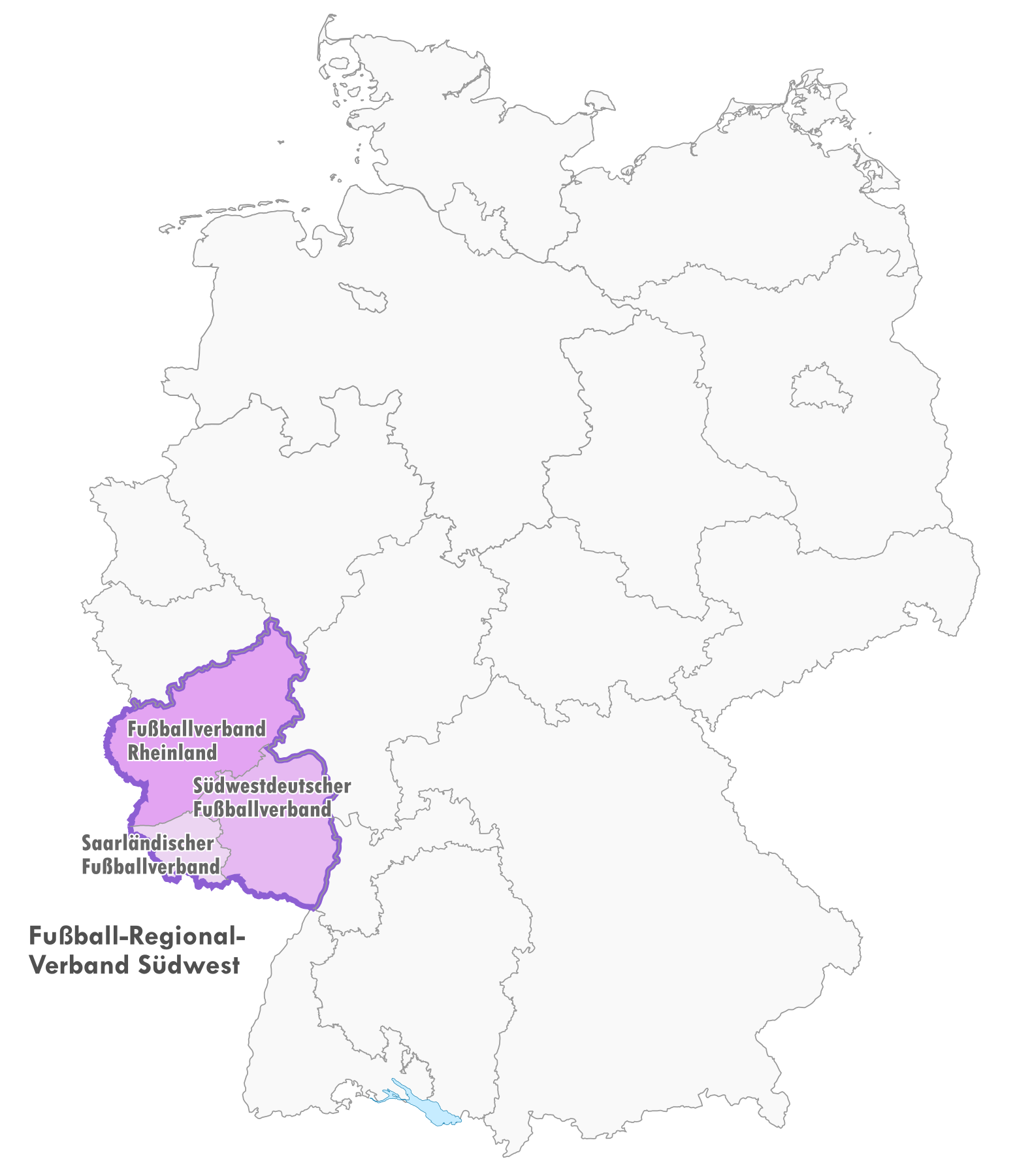
Territoires couverts par la FRVS

De nos jours, la FRVS gère et organise l'Oberliga Südwest, une ligue au 5e niveau de la hiérarchie du football allemand, entre la Regionalliga Sud Ouest et les Verbandsligen de la zone concernée.

## Clubs phares
Parmi les clubs les plus réputés et les plus titrés de la FRVS, citons:
- 1. FC Kaiserslautern
- 1. FC Saarbrücken
- 1. FSV Mainz 05
- TuS Coblence
- SV 1905 Eintracht Trier
- FK 03 Pirmasens
- VfB Borussia Neunkirchen

## Organisation mère
Cette fédération chapeaute trois autres fédérations régionales ou locales:
- Fußballverband Rheinland (FVR)
- Saarländischer Fußballverband (SFV)
- Südwestdeutscher Fußballverband (SWFV)

Logo de la FVR
Logo de la SFV ("Sarre")
Logo de la SWFV

### Les autres fédérations régionales
- Fédération de football d'Allemagne du Nord
- Fédération ouest-allemande de football
- Fédération de football d'Allemagne du Sud
- Fédération de football d'Allemagne du Nord-Est